# Анестетики

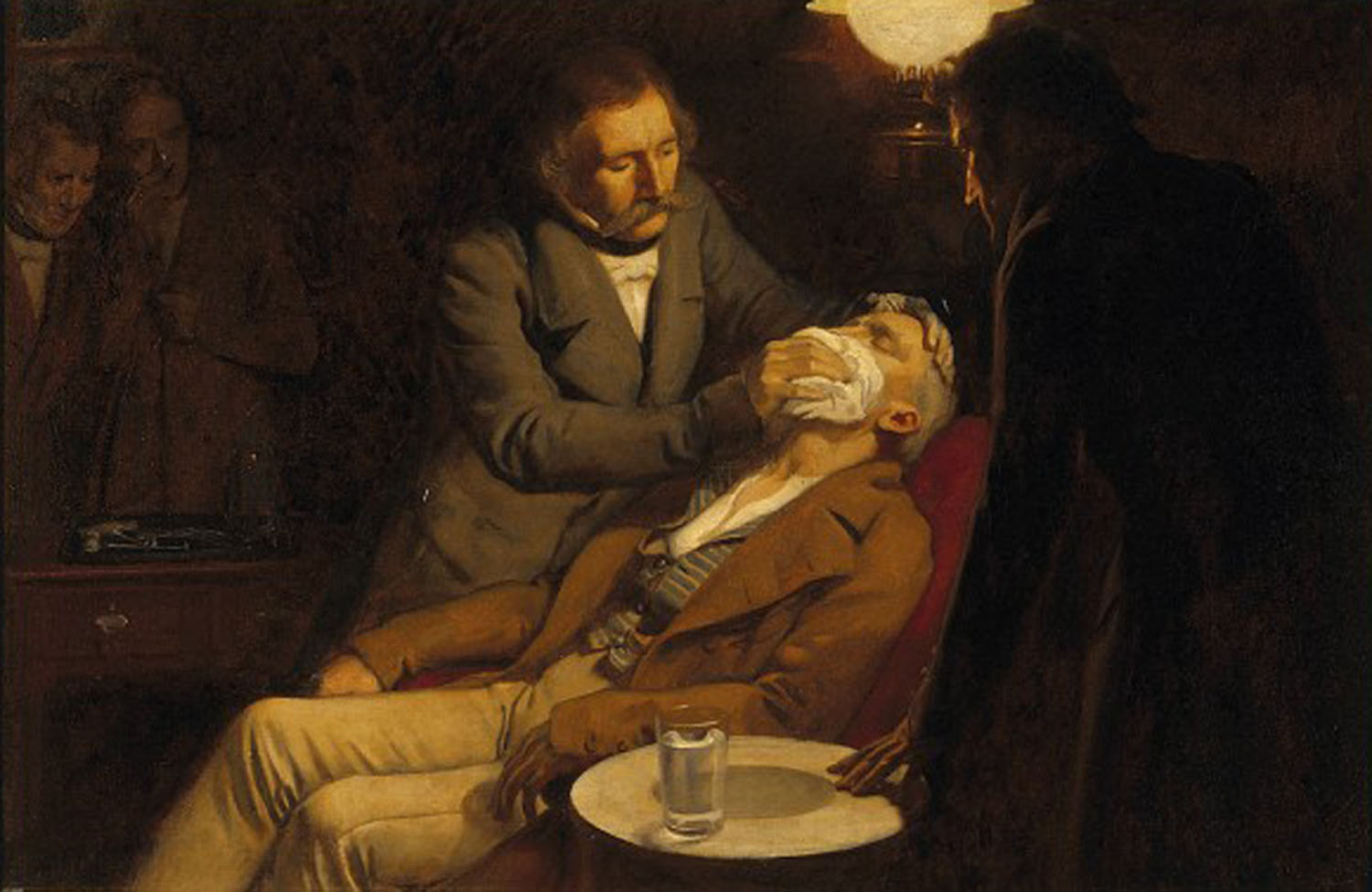
Эрнест Борд - Стоматолог Уильям Мортон использует диэтиловый эфир в качестве анестетика в 1846 году

Анестетики — лекарственные средства, обладающие способностью вызывать анестезию.

## История
Первые открытые людьми обезболивающие вещества в настоящее время классифицируются как наркотики.
Считается, что греческий философ Диоскорид первым применил термин «анестезия» в I веке н. э. для описания наркотикоподобного действия мандрагоры (действующее начало — м-холинолитик скополамин).
В 1721 году в универсальном этимологическом английском словаре было дано определение термина «анестезия» как «дефицит чувствительности». В Британской энциклопедии 1771 года под анестезией понималось «лишение чувств».
Ещё египтяне пытались вызвать потерю чувствительности на коже, прикладывая жир священного нильского крокодила. Они также изготавливали различные опьяняющие и анестезирующие средства, главными составными частями которых являлись индийская конопля и опий.
Покрытый альраунный корень (Atropa mandragora, Мандрагора лекарственная) также часто упоминается в числе старинных анестезирующих препаратов. В странах, расположенных ближе к северу, основным средством общей анестезии был этиловый спирт, с которым человечество в виде пива и вина знакомо более 6 000 лет.
До середины XIX века в качестве анестетика в основном использовался хлороформ. Уильям Мортон впервые ввёл в практику применение диэтилового эфира.

## Классификация
Препараты-анестетики по механизму действия делятся на две группы: для наркоза и местного обезболивания (соответственно, наркозные средства и местные анестетики).

### Местные анестетики
Местные анестетики выключают ощущение боли в ограниченной области.
Механизм действия: обратимо блокируют проводимость нерва, если вводятся вблизи него в достаточном количестве (проводниковая анестезия).
В структуре всех местных анестетиков выделяются три звена: липофильная группа (обычно это ароматическая группа), промежуточная углеводородная цепь эфирной или амидной структуры и гидрофильная группа (представлена третичным амином). Местные анестетики взаимодействуют с нервной мембраной, богатой жирами и белками.
Классификация местных анестетиков:
по химической структуре

| Амино-амиды - лидокаин - тримекаин - артикаин - этидокаин - дубикаин - прилокаин - мепивакаин - бупивакаин - ропивакаин - левобупивакаин | Амино-эфиры - кокаин - прокаин - хлопрокаин - бензокаин - тетракаин |  |

по длительности действия
- короткого действия — до 30-50 минут  (прокаин, бензокаин)
- средней длительности — до 45-90 мин (лидокаин, тримекаин, артикаин, мепивакаин)
- длительного действия — до 90 мин и более (бупивакаин, левобупивакаин, ропивакаин)

Синонимы:
- анестезин=бензокаин
- новокаин=прокаин
- дикаин=тетракаин

| - Лидокаин - Тримекаин - Бупивакаин - Артикаин |

| - Кокаин - Прокаин - Бензокаин - Тетракаин |